# Josep Pijoan i Soteras
Josep Pijoan i Soteras (Barcelona, 22 d'agost de 1879 - Lausana, 16 de juny de 1963) fou un arquitecte, historiador i crític d'art, assagista, poeta i agitador cultural català. Devot seguidor en la seva joventut de Joan Maragall. Col·laborà a La Renaixença, Pèl i ploma, La Veu de Catalunya, Empori, entre altres publicacions. Els seus primers poemes els publicà a la revista Pèl i Ploma l'any 1901. Després de la Guerra Civil (1936-39) col·laborà a Quaderns de l'Exili, de Mèxic.
Interessat per la cançó popular i les rondalles, va ser durant les seves estades al Montseny que es dedicà a recollir-les de pastors i carboners; va publicar, a Catalunya, algunes rondalles amb el pseudònim de «la senyora Pepa», segurament en homenatge a l'àvia Pepa, mestressa de la Figuera, la masia on s'estava. Va ser després de les llargues estades en aquella casa del pla de la Calma, on va escriure la majoria de les seves poesies, que va publicar l'únic llibre de poemes, El cançoner (1905), amb un pròleg del seu bon amic Joan Maragall. En els sojorns montsenyencs també preparà la publicació de les obres pòstumes de Jacint Verdaguer, mort poc abans. La gent d'aquelles muntanyes li deien «el Saltacarenes».

## Joventut
El 1902 acaba la carrera d'arquitecte, i a l'any següent fa el seu primer viatge a Itàlia per ampliar els estudis; és des d'allí que divulga l'obra de Llull, per qui sent gran admiració. En tornar d'aquest viatge Pijoan va tenir un paper destacat en la realització de diferents iniciatives culturals. Va ser col·laborador d'Enric Prat de la Riba quan aquest va arribar a la Diputació i membre de la Junta de Museus. Col·laborà en l'organització del I Congrés Internacional de la Llengua Catalana celebrat a Barcelona el 1906, i, a l'any següent, en l'Exposició Internacional de Belles Arts.
Membre de la Junta de Museus de Barcelona, va organitzar i promoure la Biblioteca de Catalunya a Barcelona, on es conserva un bust seu modelat per Ernest Maragall i Noble. Va intervenir en la fundació de diverses institucions, com l'any 1907 que, a iniciativa seva, es va crear l'Institut d'Estudis Catalans, del qual fou primer secretari general. Participà en l'organització del I Congrés Internacional de la Llengua Catalana (1906). Gràcies a la seva empenta prengué forma el Museu d'Art de Barcelona, que més tard esdevindria Museu d'Art de Catalunya, l'actual MNAC. Treballà en la defensa i recuperació de l'art romànic català, al qual va donar ressò internacional. Va ser impulsor de la futura Biblioteca de Catalunya, secretari de la Escuela Española de Roma, etc. Durant tots aquests anys sols feu breus estades a Barcelona. D'aquesta manera va impulsar notablement el desenvolupament cultural de Catalunya. Fou l'encunyador del terme pancatalanisme, que aparegué en un article a La Renaixensa el 1899.

## Fora de Catalunya
L'any 1910 marxà a Itàlia, on exercí a l'Escola Espanyola. Va ser enviat al Museu Britànic pel govern espanyol per a estudiar els seus manuscrits. Va tornar a Roma per a fundar i ser secretari, en funcions de director, de l'Escuela Española de Arte y Arqueología a Roma des del mateix any de la seva constitució el 1911.
El gener del 1913 va viatjar a Suïssa a trobar-se amb Teresa Mestre, que havia deixat el seu marit i els fills, i el març van marxar tots dos a Toronto (Canadà), on va encetar, al seu costat, una nova vida professional dedicada a fer d'arquitecte i constructor. Van residir a Toronto fins al 1922, a Claremont (Califòrnia, EUA) entre el 1922 i el 1929, i a Chicago entre els anys 1930 i 1938. En aquestes tres ciutats va treballar com a professor universitari dedicat a temes de cultura hispànica. Va ser durant l'estada als Estats Units que va començar a formar part de la comunitat religiosa quàquera, la Societat dels Amics. Un cop jubilat el 1938 va anar a Nova York, on va ser molt actiu en l'ajuda humanitària als nens durant la Guerra Civil mitjançant la Societat dels Amics i la comunitat quàquera a la qual pertanyia. Els primers anys de la dècada de 1940 va residir temporades a Mèxic, on col·laborà a la revista Quaderns de l'Exili. També va ser assessor de la Societat de Nacions per a qüestions culturals.
El desembre del 1945 Pijoan i Teresa Mestre van deixar els Estats Units i es van instal·lar a Lausana. El juliol del 1947 van tornar a Nova York, on Teresa Mestre va morir. Retornat a La Tour de Coligny, a Lausana, es va tornar a casar el 1950 amb Geneviève Bugnion (1911-1996), que havia estat la seva secretària. Visqué a Suïssa fins a la seva mort, el dia 16 de juny de 1963, a vuitanta-quatre anys. Amb Teresa Mestre havia tingut dos fills: Michael i Rose. Amb Geneviève Bugnion, una altra filla, Irene Pijoan.

## Obres
La seva obra més ambiciosa, i la més divulgada, va ser Summa Artis, monumental història de l'art, de la qual va redactar en solitari els setze volums inicials.
Alguns llibres seus són: 
- Les pintures murals de Catalunya (1907)
- Historia del Arte, 3 volums, (1914)
- Historia del Mundo, 3 volums (1926)
- El meu Don Joan Maragall (1927)
- Historia general del arte (1931-1961)
- Mi Don Francisco Giner (1932)
- Les pintures romàniques a Catalunya (1939)
- Obra catalana (1963)